# David Crosby
David Crosby (født 14. august 1941, død 19. januar 2023) var en amerikansk sanger og guitarist. Han var i 1964 med til at danne folk-rock-gruppen The Byrds, med hvem han spillede indtil 1967.
Herefter stiftede han gruppen Crosby, Stills & Nash sammen med Stephen Stills, der tidligere havde været medlem af Buffalo Springfield og Graham Nash (tidligere i The Hollies). Periodevis har også Neil Young medvirket i gruppen.
David Crosbys force var som sanger, og Crosby, Stills and Nash blev særligt kendt for deres vokalharmonier.
David Crosby udsendte i 1971 solopladen If I could only remember my name, og først i 1989 kom atter en soloplade fra Crosby. Som en slags svar på titlen fra den første soloplade hed denne Oh, yes I can. If I could only remember my name er genudgivet i de luxe-udgave i 2006, samtidig med en 3CD opsamling med titlen Voyage.
1993 udgav han albummet Thousand Roads. Her medvirkede bl.a. Phil Collins, og singlen fra albummet (Hero) blev udgivet som en Crosby-Collins plade. I 1998 udsendtes live-albummet David Crosby Live at the King Biscuit Flour Hour, optagelser fra et tv-show i 1989.
David Crosby kæmpede gennem 1970'erne og 1980'erne med et stadigt voksende forbrug af euforiserende stoffer, der truede med at ødelægge hans liv og karriere. Han blev arresteret i 1985 for ulovlig våbenbesiddelse og idømt en fængselsstraf. Under opholdet i fængsel lykkedes det ham at blive fri af stofferne, og han var en meget produktiv musiker i årene derefter med såvel soloplader som plader sammen med Stills, Nash og Young.
David Crosby udgav i 1989 selvbiografien Long Time Gone skrevet i samarbejde med Carl Gottlieb. Stoltheden over at have besejret sin afhængighed af stoffer er et gennemgående tema i bogen, der også ser tilbage på Crosbys karriere. En ny selvbiografi, også skrevet i samarbejde med Carl Gottlieb, blev udgivet i 2006. Den handler om Crosbys virke de seneste 20 år
Crosby producerede bl.a. Joni Mitchells debutplade Song to a Seagull i 1968.